# Dritter Weg (Palästina)
Der Dritte Weg (arabisch الطريق الثالث, DMG aṭ-ṭarīq aṯ-ṯāliṯ) ist eine kleine palästinensische politische Partei, die in der Palästinensischen Autonomiebehörde (PNA) amtiert.
Die am 16. Dezember 2005 gegründete Partei wird von Salam Fayyad und Hanan Aschrawi geführt. Der Wahlkampf wurde von Sami Abdel-Shafi geleitet. Die Partei stellt sich selbst als eine Alternative zu dem Zweiparteiensystem von Hamas und Fatah dar. Bei der Wahl des Palästinensischen Legislativrats im Januar 2006 erhielt die Partei 2,41 Prozent der Stimmen und gewann zwei der 132 Ratssitze.
Nach der Übernahme des Gazastreifens durch die Hamas ernannte der Präsident der Palästinensischen Autonomiebehörde, Mahmud Abbas, Salam Fayyad am 15. Juni 2007 zum Premierminister. Er übte dieses Amt bis 2013 aus.